# Full House (2004)
Full House (hangul: 풀하우스; rr: Pul-hauseu) é uma série de televisão sul-coreana transmitida pela KBS2 em 2004, estrelada por Song Hye-kyo, Rain, Han Eun-jung e Kim Sung-soo.

## Enredo
Ji-eun, uma aspirante a roteirista, vive em uma casa chamada Full House, construída por seu falecido pai. Um dia, sua irmã e seu cunhado a enganam, fazendo-a acreditar que ela ganhou férias. Enquanto ela está fora, eles vendem a casa dela. No avião, ela conhece um ator famoso chamado Young-jae. Através de eventos cômicos, eles se familiarizam durante suas férias e quando ela volta, ela descobre que sua casa foi vendida a ele.
Embora eles não se dão bem uns com os outros, como ela é confuso e ele tem um mau humor e gosta de limpeza, eles concordaram em viver com o outro. Na primeira, Ji-eun trabalha como sua empregada, a fim de comprar sua casa de volta, mas por causa do desejo de Young-jae para tornar o amor de sua vida, Kang Hye-won, ciúmes eles se casam. Eles montaram um contrato de casamento com últimos seis meses. Durante esse tempo, surgem complicações e Ji-eun e Young-jae ficam atraídos um pelo outro.

## Elenco
- Song Hye-kyo como Han Ji-eun
- Rain como Lee Young-jae
- Han Eun-jung como Kang Hye-won
- Kim Sung-soo como Yoo Min-hyuk
- Jang Yong como senhor Lee, o pai de Young-jae
- Sunwoo Eun-sook como senhora Kim, a mãe Young-jae
- Kim Ji-young como a avó de Young-jae
- Lee Young-eun como Yang Hee-jin, a amiga de Ji-eun
- Kang Do-han como Shin Dong-wook, outro amigo de Ji-eun e marido de Hee-jin
- Im Ye-jin como Dae Pyo, o gerente de Young-jae

## Classificações
| Episódio | Em todo o país | Seul  |
| -------- | -------------- | ----- |
| 1        | 25.4%          | 25.9% |
| 2        | 28.5%          | 29.2% |
| 3        | 31.4%          | 32.1% |
| 4        | 34.1%          | 35.2% |
| 5        | 36.8%          | 37.7% |
| 6        | 38.9%          | 40.0% |
| 7        | 39.6%          | 40.4% |
| 8        | 39.9%          | 40.7% |
| 9        | 40.2%          | 40.9% |
| 10       | 40.5%          | 41.3% |
| 11       | 41.0%          | 42.0% |
| 12       | 41.6%          | 42.1% |
| 13       | 41.4%          | 42.0% |
| 14       | 41.5%          | 42.1% |
| 15       | 41.4%          | 42.2% |
| 16       | 42.0%          | 42.2% |

## Trilha sonora
1. Full House (instrumental)
2. 운명 [Fate] - WHY
3. Forever (instrumental)
4. I Think I - Byul
5. 시 (Inst.)
6. 친구란 말 [The End of Being Friends] - Noel
7. 운명 [Fate] (instrumental lento completo)
8. Blue Hills (instrumental)
9. 운명 [Fate] (versão lenta)
10. I Think I Love You (instrumental de guitarra)
11. 늦게 핀 사랑 (Too Late) [Love Bloomed Late (Too Late)] - G-Soul
12. Forever - WHY
13. 운명 [Fate] (instrumental semi-lenta)
14. Love at the Gate (instrumental)
15. 고마워할게요 [I'm Thankful] - Byul
16. 늦게 핀 사랑 (Too Late) [Love Bloomed Late (Too Late)] (instrumental de violino)
17. Amazing Love (instrumental)
18. Paradiso (instrumental)
19. 운명 [Fate] (instrumental)
20. 처음 그 자리에 [The First Time in the First Place] - Lee Boram
21. 타이틀셔플 (허밍)
22. 샤랄라 (허밍)

## Prêmios
2004 KBS Drama Awards
- Prêmio de Excelência na Internet, Ator - Rain
- Prêmio de Excelência na Internet, Atriz - Song Hye-kyo
- Prêmio Popularidade, Ator - Rain
- Prêmio Popularidade, Atriz - Song Hye-kyo
- Melhor Casal - Rain e Song Hye-kyo

## Adaptações
| Ano  | Título             | País      | Ator                     | Atriz             |
| ---- | ------------------ | --------- | ------------------------ | ----------------- |
| 2009 | Full House         | Filipinas | Richard Gutierrez        | Heart Evangelista |
| 2009 | Ngôi nhà hạnh phúc | Vietname  | Lương Mạnh Hải           | Minh Hằng         |
| 2013 | Full House         | Tailândia | Mike Pirat Nitipaisalkul | Sucharat Manaying |
| 2014 | Full House         | Camboja   | Heng Norakakada          | Huy Chan Reachny  |